# Municipio de Duerr
El municipio de Duerr (en inglés: Duerr Township) es un municipio ubicado en el condado de Richland en el estado estadounidense de Dakota del Norte. En el año 2010 tenía una población de 118 habitantes y una densidad poblacional de 0,71 personas por km².

## Geografía
El municipio de Duerr se encuentra ubicado en las coordenadas 45°59′8″N 97°7′30″O / 45.98556, -97.12500. Según la Oficina del Censo de los Estados Unidos, el municipio tiene una superficie total de 165.94 km², de la cual 162,88 km² corresponden a tierra firme y (1,84 %) 3,06 km² es agua.

## Demografía
Según el censo de 2010, había 118 personas residiendo en el municipio de Duerr. La densidad de población era de 0,71 hab./km². De los 118 habitantes, el municipio de Duerr estaba compuesto por el 100 % blancos. Del total de la población el 0 % eran hispanos o latinos de cualquier raza.